# David Paul Scofield
David Paul Scofield, CH CBE (Birmingham, Anglaterra, 21 de gener de 1922 - Sussex, 19 de març de 2008) va ser un actor de teatre i de cinema anglès, guanyador d'un Oscar al millor actor. Va rebutjar el nomenament de Sir en tres ocasions, però va ser Par de la Companyia d'Honor des de 2001 fins a la seva mort.

## Teatre
De petit va estudiar a la Varndean School per a nens a Brighton. Durant la seva estada a la preparatòria, Scofield va fer diversos papers en obres de teatre escolars, però va començar la seva carrera el 1940, i va ser aviat comparat amb Laurence Olivier. El 1947, va actuar a Pericles, Prince of Tyre de Walter Nugent Monck al Royal Shakespeare Theatre a Stratford-upon-Avon. El 1966 va participar en Staircase de la Royal Shakespeare Company. Durant la seva carrera va guanyar diversos premis pels seus papers al teatre, incloent un Tony per Un home per a l'eternitat el 1960. El 1979 va aparèixer en el muntatge original de l'obra Amadeus, on interpretava el paper de Salieri. Scofield va ser especialment conegut com a intèrpret teatral a moltes obres de William Shakespeare.

## Cinema
Scofield va guanyar l'Oscar al millor actor pel seu paper de Sir Thomas More a Un home per a l'eternitat (1966). El 1994 va rebre una segona nominació a l'Oscar, amb l'Oscar al millor actor secundari pel seu paper a Quiz Show, pel·lícula de Robert Redford que tracta de l'escàndol que va provocar el programa als Estats Units en els anys 50, i on interpreta Mark Van Dordel, pare del protagonista de l'escàndol, Charles Van Doren.

## Filmografia
| Any  | Títol                                   | Paper                 | Notes                                                                                     |
| ---- | --------------------------------------- | --------------------- | ----------------------------------------------------------------------------------------- |
| 1955 | That Lady                               | Felip II de Castella  | BAFTA a la millor nova promesa                                                            |
| 1958 | Carve Her Name with Pride               | Tony Fraser           |                                                                                           |
| 1964 | El tren (The Train)                     | Coronel von Waldheim  |                                                                                           |
| 1966 | Un home per a l'eternitat               | Sir Thomas More       | Oscar al millor actor Globus d'Or al millor actor dramàtic BAFTA al millor actor britànic |
| 1970 | Bartleby, the Scrivener                 | El comptable          |                                                                                           |
| 1971 | King Lear                               | Rei Lear              |                                                                                           |
| 1973 | A Delicate Balance                      | Tobias                |                                                                                           |
| 1973 | Scorpio                                 | Zharkov               |                                                                                           |
| 1983 | Ill Fares the Land                      | veu                   |                                                                                           |
| 1984 | Summer Lightning                        | Robert Clarke         |                                                                                           |
| 1984 | 1919                                    | Alexander Scherbatov  |                                                                                           |
| 1989 | Henry V                                 | Carles VI de França   |                                                                                           |
| 1990 | Hamlet, l'honor de la venjança (Hamlet) | El fantasma           |                                                                                           |
| 1992 | Utz                                     | Doctor Vaclav Orlik   |                                                                                           |
| 1994 | Quiz Show                               | Mark Van Doren        | Nominació − Oscar al millor actor secundari Nominació − BAFTA al millor actor secundari   |
| 1996 | The Crucible                            | Jutge Thomas Danforth | BAFTA al millor actor secundari Nominació − Globus d'Or al millor actor secundari         |
| 1997 | Robinson in Space                       | Narrador              |                                                                                           |
| 1999 | Animal Farm                             | Boxer                 | veu                                                                                       |

## Televisió
| Any  | Títol                                            | Paper              | Notes                                                                 |
| ---- | ------------------------------------------------ | ------------------ | --------------------------------------------------------------------- |
| 1965 | The State Funeral of Sir Winston Churchill (ITV) | Narrador           |                                                                       |
| 1969 | Male of the Species                              |                    | Premi Emmy per l'actuació rellevant d'un actor en un paper principal. |
| 1980 | If Winter Comes                                  | Professor Moroi    |                                                                       |
| 1981 | The Potting Shed                                 | James Callifer     |                                                                       |
| 1985 | Anna Karenina                                    | Karenin            |                                                                       |
| 1987 | Mister Corbett's Ghost                           | Sr. Corbett        |                                                                       |
| 1988 | The Attic: The Hiding of Anne Frank              | Otto Frank         |                                                                       |
| 1989 | When the Whales Came                             | The Birdman        |                                                                       |
| 1994 | Genesis: The Creation and the Flood              |                    |                                                                       |
| 1994 | Martin Chuzzlewit                                | Anthony Chuzzlewit | Nominació BAFTA al millor actor de TV                                 |
| 1999 | The Disabled Century                             |                    |                                                                       |

## Teatre
- 1948: The Relapse (John Vanbrugh) (Phoenix)
- 1949: The Seagull (Anton Txékhov) (St. James's)
- 1949: Adventure Story (Terence Rattigan, Theatre Royal, Brighton)
- 1950: Ring Round the Moon (Jean Anouilh, Globe)
- 1952: The River Line (Morgan) (Lyric Hammersmith)
- 1952: Richard II (William Shakespeare) (Shakespeare Memorial Theatre, Theatre Royal Brighton, Lyric Hammersmith)
- 1953: A Question of Fact (Browne) (Piccadilly)
- 1954: Time Remembered (Lyric Hammersmith and New)
- 1955: Hamlet (William Shakespeare) Theatre Royal, Brighton, Phoenix)
- 1956: The Power and the Glory (Graham Greene, Phoenix)
- 1956: The Family Reunion (Phoenix)
- 1957: A Dead Secret (Ackland, Piccadilly)
- 1958: Expresso Bongo (Saville)
- 1959: The Complaisant Lover (Graham Greene, Globe)
- 1960: Un home per a l'eternitat (Robert Bolt, Globe)
- 1968: The Hotel in Amsterdam (John Osborne, Royal Court)
- 1970: L'oncle Vània - (Anton Txékhov, Christopher Hampton) (Royal Court)
- 1973: Savages (Christopher Hampton) (Royal Court)
- 1975: La tempesta (William Shakespeare) (Wyndham's)
- 1978: A Family (Ronald Harwood) (Theatre Royal, Haymarket)
- 1979: Amadeus
- 1986: I'm not Rappaport (Gardner) (Apollo)
- 1989: Exclusive (Jeffrey Archer) (Strand)
- 1992: Heartbreak House (George Bernard Shaw) (Theatre Royal, Haymarket)
- 1996: John Gabriel Borkman (Henrik Ibsen) (National Theatre, London)